# Bisbat de Tenancingo
El bisbat de Tenancingo (espanyol: Diócesis de Tenancingo, llatí: Dioecesis Tenancingana) és una seu de l'Església Catòlica a Mèxic, sufragània de l'arquebisbat de Mèxic, i que pertany a la regió eclesiàstica Metro-Circundante. Al 2014 tenia 411.826 batejats sobre una població de 449.722 habitants. Actualment està regida pel bisbe Raúl Gómez González.

## Territori
La diòcesi comprèn 13 municipis de la part centre-meridional l'estat mexicà de Mèxic.
La seu episcopal és la ciutat de Tenancingo, on es troba la catedral de Sant Climent.
El territori s'estén sobre 2.801 km², i està dividit en 32 parròquies.

## Història
La diòcesi va ser erigida el 26 de novembre de 2009 mitjançant la butlla Christi Regis del Papa Benet XVI, prenent el territori del bisbat de Toluca.

## Cronologia episcopal
- Raúl Gómez González, des del 26 de novembre de 2009

## Estadístiques
A finals del 2014, la diòcesi tenia 411.826 batejats sobre una població de 449.722 persones, equivalent al 91,6% del total.
| any  | població | població | població | sacerdots | sacerdots       | sacerdots       | sacerdots             | diaques | religiosos | religiosos | parròquies |
| ---- | -------- | -------- | -------- | --------- | --------------- | --------------- | --------------------- | ------- | ---------- | ---------- | ---------- |
| any  | batejats | total    | %        | total     | clergat secular | clergat regular | batejats por sacerdot | diaques | homes      | dones      |            |
| 2009 | 332.829  | 350.406  | 95,0     | 65        | 47              | 18              | 5.120                 |         | 18         | 86         | 28         |
| 2014 | 411.826  | 449.722  | 91,6     | 55        | 38              | 17              | 7.487                 |         | 21         | 82         | 32         |